# 蒙格阿奥利
蒙格阿奥利（Mungaoli），是印度中央邦Guna县的一个城镇。总人口19536（2001年）。

## 人口
该地2001年总人口19536人，其中男性10299人，女性9237人；0—6岁人口3147人，其中男1642人，女1505人；识字率67.16%，其中男性为75.43%，女性为57.93%。